# Freya Skye
Freya Skye (* 17. Oktober 2009 in Buckinghamshire, England) ist eine britische Sängerin und Schauspielerin. Sie vertrat das Vereinigte Königreich beim Junior Eurovision Song Contest 2022 in Jerewan.

## Leben und Karriere
Skye wurde im Oktober 2009 in Buckinghamshire, England, geboren. Sie begann im Alter von fünf Jahren zu singen und zu schauspielern. Ihre Debütsingle I Love the Way erschien 2021. 
Im November 2022 wurde bekannt gegeben, dass sie das Vereinigte Königreich beim Junior Eurovision Song Contest 2022 in Jerewan, Armenien, mit ihrem Lied Lose My Head vertreten würde. In der Gesamtwertung erreichte Skye mit 146 Punkten den fünften Platz, belegte jedoch den ersten Platz im Televoting. Anschließend erhielt sie bei Hollywood Records einen Plattenvertrag und wurde von Disney unter Vertrag genommen.
Im Juli 2024 veröffentlichte Skye die erste Single, Walk Over, unter Hollywood Records. 2025 folgten die Singles Can't Fake It, Who I Thought I knewund Gold's Gone. Das Musikvideo zu Who I Thought I knew hat seit seiner Veröffentlichung auf YouTube über 1 Million Aufrufe erreicht.
Ihr Schauspieldebüt gab Skye in der neunten Staffel der kanadischen Serie The Next Step auf YTV, in der sie eine übertriebene Version ihrer selbst spielte. 2025 wird Skye in der Rolle der Nova in dem Disney-Channel-Movie Zombies 4: Dawn of the Vampires zu sehen sein.

## Diskografie
Singles
- 2021: I Love the Way
- 2022: Lose My Head
- 2024: Winter Dream
- 2024: Someone to Love
- 2024: Walk Over
- 2024: Who Says (Cover von Selena Gomez & the Scene)
- 2025: Who I Thought I Knew
- 2025: Can't Fake It
- 2025: Gold's Gone

## Filmografie
- 2024: The Next Step (Fernsehserie)
- 2025: Zombies 4: Dawn of the Vampires (Fernsehfilm)